# Gouékan
Gouékan est une localité située au nord-ouest de la Côte d'Ivoire, et appartenant au département de Touba, dans la Région du Bafing. La localité de Gouékan est un chef-lieu de commune.